# 뉴스보이 (신문)
뉴스보이는 대한민국 인터넷 언론사이다. 1999년 10월 16일 창간하였고 2002년 7월 31일 폐간되었으며 2007년 7월 23일에 복간되었다. 시민이 기자로 참여하는 인터넷언론으로서 2002년 2월에 창간한 오마이뉴스가 세계최초로 알려져 있지만 이는 잘못알려진 것으로서 뉴스보이가 오마이뉴스보다 먼저 1999년 12월에 시행했다.
초기 뉴스보이는 '뉴스보이 기자', '뉴스보이 명예기자(시민기자)', '뉴스보이 서퍼'로 콘텐츠 생산 조직이 3원화되었다. 뉴스보이는 2000년 6월 포털사 다음과 제휴하여 Daum-Newsboy 명예기자단을 조직했으며 다음의 네티즌뉴스 코너를 공동으로 운영했다. 다음 네티즌뉴스는 이후 2003년 1월 오픈한 미디어다음의 전신이 되었다.
2007년에 복간된 후기 뉴스보이는 초기 뉴스보이와 발행인과 도메인이 다르다. 초기 뉴스보이는 (주)이룸커뮤니케이션즈의 공동대표인 이정헌, 박광수 씨가 발행인이었으며 도메인은 www.newsboy.co.kr 이었다. 후기 뉴스보이는 초기 뉴스보이에서 편집장 겸 칼럼니스트를 했던 이승훈 씨가 발행인이며 도메인은 www.newsboy.kr이다.